# 더 스타 메이커
《더 스타 메이커》(The Star Maker)는 미국에서 제작된 로이 델 루스 감독의 1939년 코미디, 뮤지컬 영화이다. 빙 크로스비 등이 주연으로 출연하였다. 1939년 4월 17일 할리우드에서 촬영이 시작되었으며 6월에 촬영을 마쳤다. 이 영화는 1939년 8월 25일 파라마운트 픽처스에 의해 개봉되었으며 1939년 8월 30일 뉴욕에서 초연되었다. 크로스비가 즐겁게 혼인한 남성 역을 맡은 유일한 영화 작품이다.

## 출연

### 주연
- 빙 크로스비
- 린다 웨어

### 조연
- 루이즈 캠벨
- 네드 스팍스
- 로라 홉 크류즈
- 자넷 월도
- 터스톤 홀
- 빌리 길버트
- 클라라 브랜딕
- 오스카 오쉐아
- 존 갤로뎃
- 벤 웰든
- 에머리 파넬
- 도로시 본
- 보딜 로싱
- 폴 스탠턴
- 모건 월리스
- 시그 아노
- 해리 C. 브래들리
- A.S. 팝 바이런
- 진 콜린스
- 조셉 크레핸
- 대니 다니엘스
- 리처드 데닝
- 단트 디파올로
- 지미 던디
- 조지 엘디리지
- 프랭크 파이른
- 조 게일
- 에델 그리피즈
- 조지 걸
- 그레이스 헤일리
- 대릴 히크먼
- 존 인드리사노
- 셀머 잭슨
- 월리 마허
- 도로시 매튜스
- 자니 모리스
- 오톨라 네스미스
- 잭 페닉
- 스탠리 프라이스
- 랠프 샌포드
- 에드윈 스탠리
- 리언 타일러
- 맥스 와그너

## 기타
- 세트: A.E. 프류드맨
- 의상: 에디스 헤드